# Сизов, Александр Фёдорович
Алекса́ндр Фёдорович Сизо́в (21 февраля 1905, дер. Дорогуша, Новгородская губерния — 1962, Москва, СССР) — советский разведчик и военный дипломат, генерал-майор танковых войск (11.05.1949).

## Биография
В 1922—1925 годах обучался в 1-й Ленинградской артиллерийской школе. С 1925 по 1937 год служил на командных должностях в Красной Армии.
С 1929 года — член ВКП(б).
В 1932 году окончил Военно-техническую академию им. Ф. Э. Дзержинского, затем в 1935 — Военную академию механизации и моторизации РККА (ВАММ РККА) имени И. В. Сталина.
С июня 1938 года служил в ГРУ Генштаба РККА.
В июне-ноябре 1941 года — член советской военной миссии в Англии и США.
В годы Великой Отечественной войны — советский военный атташе посольства СССР при Союзных правительствах Польши, Югославии и Чехословакии в Лондоне.
В 1946—1949 — военный атташе при посольствах СССР в Чехословакии, с 1950 по 1954 — в США.
Позже начальник отдела внешних сношений Министерства обороны СССР.
Первым донесением о том, где Гитлер планирует провести летнее наступление 1942 года на восточном фронте, стало поступившее в Центр 3 марта 1942 года сообщение от разведчика майора А. Ф. Сизова («Эдуард»), который докладывал из Лондона, что Германия собирается «начать наступление в направлении Кавказа». Донесение Сизова противоречило тому, что ожидали И. В. Сталин и Ставка Верховного Главнокомандования. В столице готовились к отражению нового наступления немецких войск на Москву. Донесение майора А. Ф. Сизова было подтверждено сведениями, поступившими в ГРУ ГШ РККА от резидента советской военной разведки Шандора Радо, действовавшего в Швейцарии.
Сведения, полученные от Сизова, во многом помогли командованию Красной Армии отразить наступление немецко-фашистских войск летом 1942 года.
Наладил в Лондоне тесные дружеские отношения с руководителями находящихся там разведслужб Франции, Чехословакии, Норвегии, Польши, Бельгии и Голландии, обеспечив поступление в Москву большого количества разведывательной информации.
Похоронен в Москве на Востряковском кладбище.

Могила Сизова на Востряковском кладбище Москвы.